# Lubang Nasib Bagus
Lubang Nasib Bagus (ang. Good Luck Cave) – jaskinia krasowa w  Malezji, na Borneo.
W jaskini znajduje się największa na świecie komora jaskiniowa – Sarawak Chamber oraz duże jezioro.